# Thomas Wiede
Thomas Wiede, född 1964, är en svensk boulespelare, aktiv i klubben Halmstad Petank. Han vann SM-guld i klassen singel/öppen åren 2007 och 2008.